# Mediorhynchus numidae
Espèce
Synonymes
- Empodisma numidae (Baer, 1925)[2]
- Heteroplus numidae Baer, 1925 - protonyme[2]

Mediorhynchus numidae est une espèce d'acanthocéphales de la famille des Gigantorhynchidae. C'est un parasite digestif des volailles en Afrique, notamment de la Pintade.